# Maniilaq
Maniilaq è una figura rappresentata in una leggenda Inupiat. Si dice che abbia vissuto nel XIX secolo, prima che i colonialisti europei arrivarono nella sua zona a nord-ovest dell'Alaska. Ha vissuto come cacciatore e guaritore nel nord-ovest dell'Alaska. Diverse storie raccontavano che abbia previsto l'arrivo dei bianchi in Alaska, si diceva che aveva visioni profetiche di barche sospinte dal fuoco o che volavano in aria, e che sentì la voce di un potere superiore che descrisse con una parola Inupiat dal significato sia di "padre" che "figlio". Alcuni dicono anche che Maniilaq si riposa ogni settimo giorno. Altre profezie attribuite a Maniilaq comprendono la profezia che il villaggio di Ambler, Alaska, un giorno sarebbe diventata una grande metropoli, e che una balena vi arrivi a nuoto attraverso il fiume. Si dice che Maniilaq praticava la medicina tradizionale, e anche se ha resistito all'ordine culturale dominante dello sciamanesimo. Egli è una figura importante nelle comunità cristiane a nord-ovest dell'Alaska.
Maniilaq viene usato anche come simbolo di servizi sociali e sanitari operati dall'organizzazione tribale con sede a Kotzebue, Alaska. Maniilaq Association gestisce il Maniilaq Health Center a Kotzebue, che comprende un ospedale, una clinica e servizi sanitari pubblici, così come le cliniche alloggiate in 11 villaggi artici, tra cui Ambler, Buckland, Deering, Kiana, Kobuk, Noatak, Noorvik, Selawik, Shungnak e Pt. Hope. Queste cliniche sono gestite dalla Community Health Aides.